# Colonia Roma

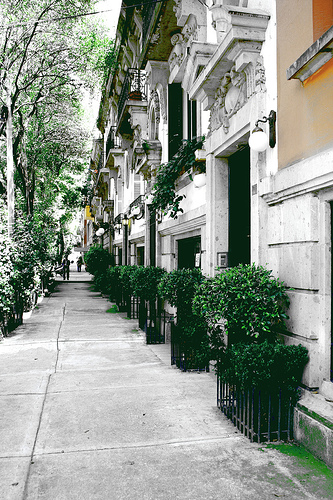
Bâtiments le long de la rue Colima à Colonia Roma

Colonia Roma, également appelée La Roma ou simplement Roma, est un quartier situé dans le quartier Cuauhtémoc de Mexico, à l'ouest du centre historique de la ville. Officiellement, il ne s'agit maintenant plus d'une seule colonia (quartier), mais de deux, Roma Norte et Roma Sur, divisées par la rue Coahuila.  
La colonia est d'abord un quartier habité par les classes supérieures, sous le Porfiriat, au début du XXe siècle. Dans les années 1940, il se transforme peu à peu en quartier des classes moyennes, ce qui s'accentue après le tremblement de terre de Mexico en 1985. Depuis les années 2000, la zone connaît une gentrification croissante. 
Actuellement, Roma et la colonia voisine de Condesa sont connues pour être l'épicentre de la sous-culture hipster dans la capitale mexicaine. Elles rivalisent avec Polanco comme hauts-lieux culinaires de la ville. Outre les bâtiments résidentiels, les rues du quartier sont bordées de restaurants, bars, clubs, boutiques, centres culturels, églises et galeries. Beaucoup sont établis dans d'anciens bâtiments Art nouveau et néoclassiques datant de la période du Porfiriato. Roma est désigné comme « Barrio Mágico » (« quartier magique ») par la ville en 2011. 

## Histoire

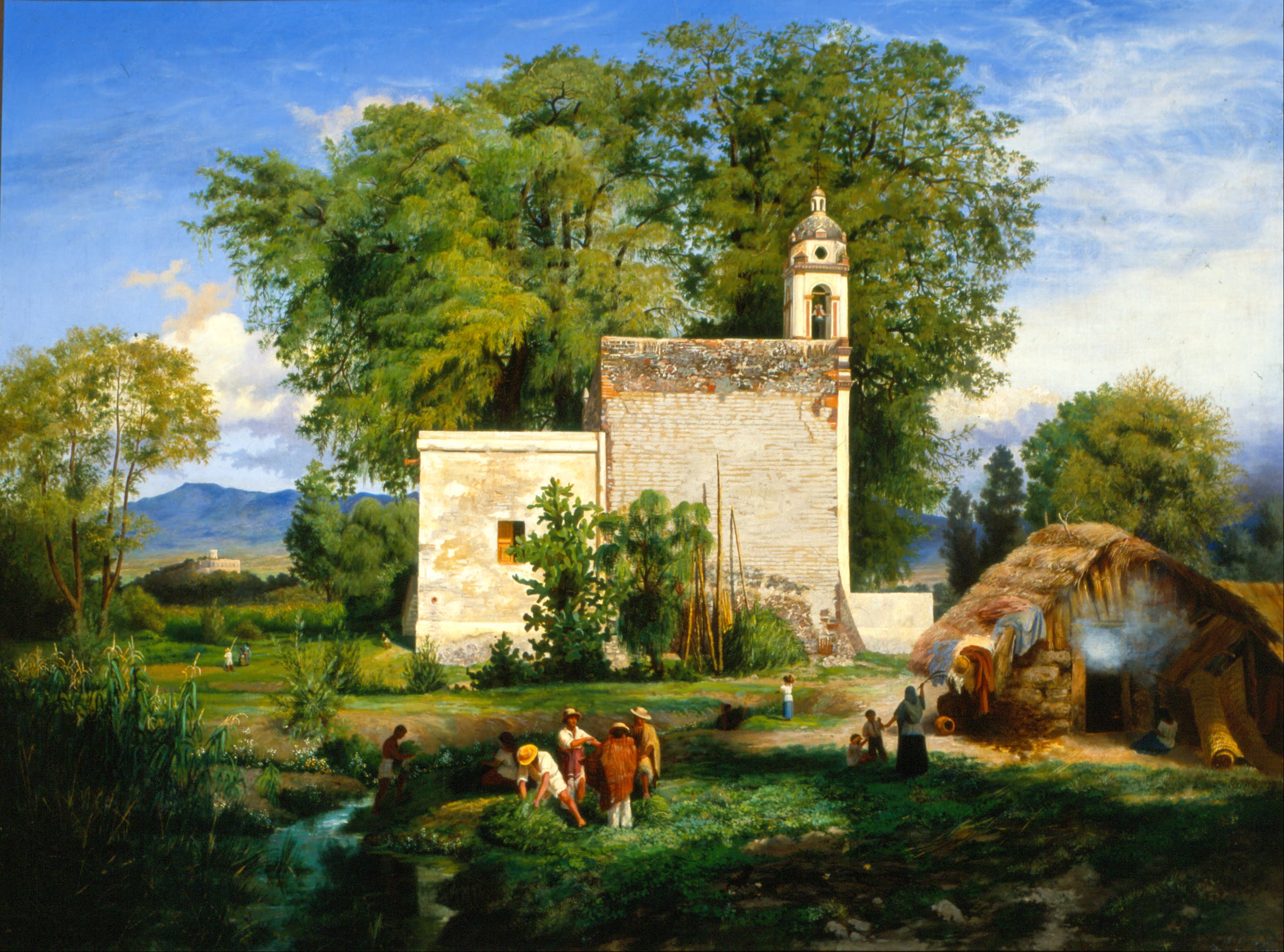
Paisaje de San Cristóbal Romita, Luis Coto, 1857. Au loin sur la gauche, on peut apercevoir le Castillo de Chapultepec.

La région était, pendant la période préhispanique, une portion très peu profonde du lac Texcoco, parsemée de petites îles et où se situait le village insulaire d'Aztacalco. Pendant la période coloniale, la zone s'est asséchée et a été transformée en terres agricoles, appartenant d'abord à Hernán Cortés, puis aux comtes de Miraville. 
À la fin du XIXe et au début du XXe siècle, cette zone à l'ouest de la ville de Mexico même a été transformée en colonies « modernes » pour les élites cherchant à échapper à la détérioration du centre-ville. L'apogée de la colonie en tant qu'enclave « aristocratique » et « européenne » a duré de sa fondation, dans les années 1900, jusqu'aux années 1940.  
Les résidents fortunés ont cependant commencé à déménager dans de nouveaux quartiers dans les années 1940 et des problèmes associés à l'urbanisation ont commencé à apparaître dans les années 1950. Les demeures plus anciennes ont commencé à céder la place à des bâtiments commerciaux modernes dans les années 1960 et 1970. 
Le tremblement de terre de Mexico de 1985 a largement endommagé la colonie, en particulier les immeubles commerciaux et d'appartements plus récents. Depuis lors, des efforts ont été déployés pour conserver le patrimoine architectural du quartier et restaurer son ancien prestige, avec un certain succès. 